# Анчерл, Карел
Карел Анчерл (чеш. Karel Ančerl, изначально Antscherl; 11 апреля 1908, Тучапы, Богемия, Австро-Венгерская Империя — 3 июля 1973, Торонто) — чешский и канадский дирижёр еврейского происхождения.

## Биография
Учился скрипке, композиции и дирижёрскому искусству в Пражской консерватории (1925—1929), среди его учителей были Алоис Габа и Вацлав Талих. В 1929—1931 выступал ассистентом Германа Шерхена в Берлине и Мюнхене. В 1933—1939 руководил оркестром Пражского радио.
В 1939 году был арестован нацистами, отправлен в концлагерь Терезиенштадт. В 1942 году, после Ванзейской конференции, утвердившей план «окончательного решения еврейского вопроса», лагерь был превращён в своего рода «потёмкинскую деревню» — образцово-показательное учреждение для демонстрации другим странам и миротворческим организациям (Красный Крест и др.), тут снимались пропагандистские документальные фильмы о «хорошей жизни» евреев и т. п. Анчерл активно включился в здешнюю музыкальную жизнь вместе с Павлом Хаасом, Гидеоном Кляйном, Виктором Ульманом и другими, многие из которых вскоре погибли в Аушвице. Анчерл тоже был туда переведен в 1944, но остался жив (его жена и сыновья погибли в газовой камере).
После освобождения Анчерл вернулся в Прагу. Взял на себя руководство Оркестром Пражского радио и столичной оперы. В 1950—1968 — руководитель Чешского филармонического оркестра, ставшего под его началом одним из лучших оркестров мира. После 1956 много гастролировал с оркестром за рубежом, в том числе в таких странах как: Китай, Индия, Япония, Австралия, Новая Зеландия.
После подавления Пражской весны покинул Чехословакию, стал музыкальным руководителем Симфонического оркестра Торонто (1969—1973). Умер от рака.

## Творчество
Активно развивал чешский музыкальный репертуар (Сметана, Дворжак, Яначек, Мартину), деятельно поддерживал М.Кабелача. Блестяще исполнил «Весну священную» Стравинского (1963), «Ромео и Джульетту» Прокофьева, симфонии Брамса, Малера, Шостаковича, концерты Шёнберга, Бартока и др. Выступал с Хенриком Шерингом, Гленном Гульдом, Йозефом Суком, Исааком Стерном, Давидом Ойстрахом и другими выдающимися музыкантами мира.